# Louis François de Pourtalès
Louis François de Pourtalès, né le 4 mars 1823 à Neuchâtel et mort le 17 juillet 1880 à Beverly Farms, est un naturaliste américain, d'origine suisse.

## Biographie
Louis François de Pourtalès est né le 4 mars 1823 à Neuchâtel. Il est le fils du mathématicien Louis-Auguste de Pourtalès et d'Élisabeth-Frédérique de Sandoz-Rollin.
Élève de Louis Agassiz (1807-1873), il accompagne son maître dans une expédition dans les glaciers des Alpes en 1840 puis le suit aux États-Unis d'Amérique en 1847. L’année suivante, il entre le service de recherche côtière du gouvernement américain. En 1851, il participe à la triangulation des récifs de Floride. De 1854 jusqu’à sa démission en 1873, il est responsable du bureau de recherche sur la zone tidale au sein du même service. Il fait paraître de nombreux rapports pour ce service, mais aussi dans l’American Journal of Science de Benjamin Silliman (1779-1864) ainsi que dans les comptes rendus de l’American Association for the Advancement of Science.
En 1873, il devient conservateur au Museum of Comparative Zoology d’Harvard. Il est le premier, aux États-Unis, à entreprendre des dragages en eaux profondes et devient une autorité en zoologie marine. Pourtalès lègue ses collections au Musée de zoologie comparative. Il était membre de la National Academy of Sciences.
La famille Pourtalesiidae et le genre Pourtalesia, désignant des oursins, lui ont été dédiés, tout comme la dénomination 'plan de Pourtalès' qui désigne un arrangement des septes particulier chez les coraux (Scléractiniaires).

## Liste partielle des publications
- 1867-1868 : Contributions to the Fauna of the Gulf Stream at Great Depths
- 1871 : Deep-Sea Corals
- 1878 : Corals and Crinoids
- 1880 : Report on the Corals and Antipatharia